# チャンプ (UMA)
チャンプ (Champ) は、UMAの一種。アメリカのニューヨーク州・バーモント州境にあるシャンプレーン湖に棲息しているといわれている。実在の可能性が高いUMAとされている。

## 特徴
- 棲息地・目撃場所: アメリカのシャンプレーン湖[2]。
- 体長（推定）: 7.5-24m[3]。
- 外見: 細長い首に馬の頭[4]。ひげが生えていたと言う証言から当初はチョウザメ説もあった[5]が現在では否定されつつある[6]。

## 目撃史
- 1609年: フランスの探検家サミュエル・ド・シャンプランが最初に目撃したとされている（ちなみに、シャンプレーン湖を命名したのは彼である）[7]。
- 1977年7月: 旅行に来ていた、アンソニー・マンシーがチャンプのカラー写真を撮影。この写真にはトリックはまったく無いことが判明しているが、クロールで泳ぐ人の腕ではないかという指摘もある[8]。
- 2006年2月: 釣り人が偶然チャンプを撮影した映像がABCニュースで公開された。元FBI長官も何らかの生物がいることを認めている[3]。